# کارآفرین

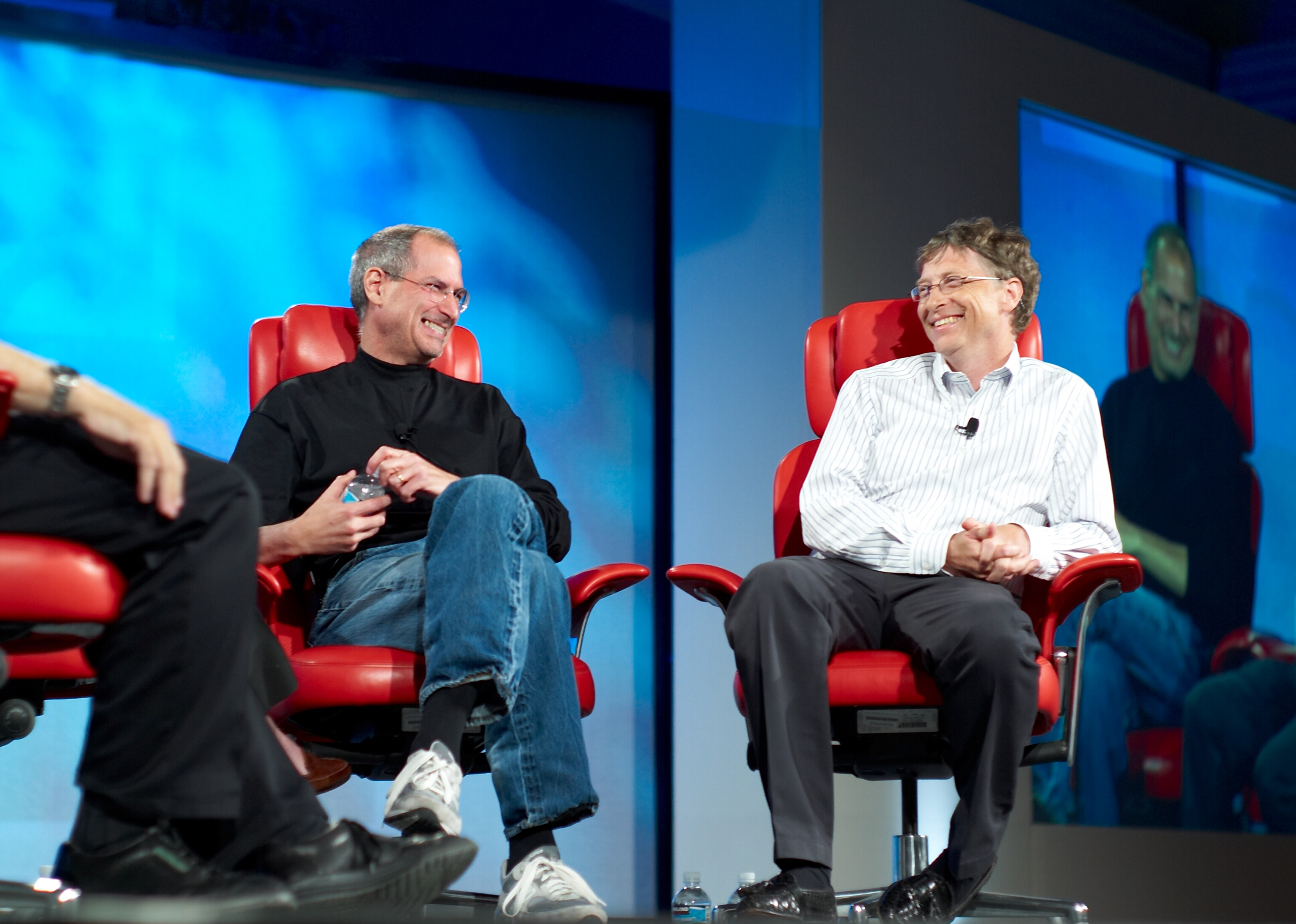
مصاحبه با استیو جابز و بیل گیتس در D5

کارآفرین (به انگلیسی: Entrepreneur، /ˌɑ:n.trə.prəˈnʊər/) فردی مبتکر، اهل چالش، خلاق و اهل ریسک و همانند یک راننده است که افرادی را در درون یک مجموعه برای رسیدن به هدفی مشخص هدایت می‌کند. او کسی است که چیزهای جدیدی خلق می‌نماید؛ مثلاً یک راهکار جدید، یک پروژه، یک تجارت یا یک شرکت جدید و افرادی را برای رسیدن به آن هدف استخدام و هدایت میکند. ممکن است کار آفرین خودش یک ایده پرداز نباشد ولی قطعاً همان کسی است که تصمیم می‌گیرد یک ایده را به واقعیت تبدیل نماید. او یک هدایت کننده‌ای است که به جلو می‌راند و افراد تیم را تشویق به همراهی می‌کند. کارآفرین کسی است که در جایگاه راننده می‌نشیند لذا هم توان تغییر مسیر را دارد و هم سرعت بخشیدن، آهسته رفتن یا حتی پایان بخشیدن به آنچه که خلق نموده‌است. یک عنصر بسیار با اهمیت که در مرکز وجودی هر کارآفرین است، اشتیاق است. اشتیاق انرژی لازم برای کارآفرین را فراهم می‌نماید تا به حرکت خود ادامه دهد، و با چالش‌های مختلف دست و پنجه نرم کند. «کارآفرینان چیزی جدید خلق می‌نمایند، چیزی متفاوت - آنها ارزش‌ها را تغییر می‌دهند یا تبدیل می‌کنند.» کارآفرین کسی است که می‌خواهد و می‌تواند یک ایده جدید یا یک ابتکار را به یک نوآوری موفق تبدیل نماید. و با استفاده از نوآوری، منحنی احتمال تولید را به سطح بالاتری انتقال دهد. «کارآفرین قادر است تا پتانسیل تجاری یک ابتکار را تشخیص دهد و سرمایه، استعداد، و سایر منابعی که آن ابتکار را به یک نوآوری تجاری مناسب بدل می‌کند، سازماندهی نماید.» البته از نظر شومپیتر، کارآفرین کسی نیست که تحمل خطر می‌کند، زیرا این کار بر عهده سرمایه‌دار است. از دیدگاه‌های کارآفرینی می‌توان به تخریب خلاقانه از نظر جوزف شومپیتر اشاره کرد.

## کدام کشورها بستر مناسبی برای یک کارآفرین ایجاد می‌نمایند؟
رده‌بندی بهترین کشورهای سال ۲۰۲۰، با مشارکت گروه BAV، یکی از واحدهای شرکت ارتباطات مارکتینگ جهانی VMLY&R و همچنین مدرسه Wharton دانشگاه پنسیلوانیا، بر اساس مطالعه و بررسی بیش از ۲۰ هزار شهروند در جهان و در چهار منطقه برای ارزیابی مشاهدات در ۷۳ کشور با در نظر گرفتن ۷۵ معیار متفاوت تهیه گردید که در واقع معیارهای آنالیز PEST می‌باشد. جدول زیر که با بررسی این گزارش در سایت Usnews استخراج گردیده‌است، شامل رنکینگ کلی و نمره ۱۰ آیتم مشوق کارآفرینان (از ۱ تا ۱۰۰) در ۱۴ کشور است.
|                           | کانادا | آمریکا | فرانسه | آلمان | انگلیس | ژاپن | کره جنوبی | مالزی | چین  | هند  | روسیه | ترکیه | عربستان | امارات |
| ------------------------- | ------ | ------ | ------ | ----- | ------ | ---- | --------- | ----- | ---- | ---- | ----- | ----- | ------- | ------ |
| رنکینگ کلی کارآفرینی      | #۶     | #۳     | #۱۵    | #۱    | #۴     | #۲   | #۸        | #۳۳   | #۱۱  | #۲۷  | #۲۲   | #۳۱   | #۳۰     | #۲۳    |
| دسترسی راحت به سرمایه     | ۷۹/۷   | ۱۰۰    | ۶۷/۲   | ۷۰/۷  | ۸۴/۴   | ۵۰/۵ | ۳۲/۸      | ۱۷/۷  | ۴۲/۴ | ۱۵/۸ | ۱۵/۸  | ۱۳/۲  | ۲۵/۶    | ۴۸/۶   |
| توسعه مناسب زیر ساخت      | ۱۰۰    | ۵۷/۴   | ۶۵/۳   | ۹۳/۸  | ۸۳/۳   | ۳۹   | ۱۴/۹      | ۲/۶   | ۱۳/۱ | ۶/۴  | ۲۲/۴  | ۵۰/۴  | ۵/۵     | ۶/۶    |
| عرف تجاری شفاف            | ۱۰۰    | ۳۱/۵   | ۴۸/۴   | ۸۳/۹  | ۵۹/۴   | ۵۵/۶ | ۱۸/۴      | ۶/۵   | ۱۵/۷ | ۸/۱  | ۶/۹   | ۵۰/۸  | ۴/۳     | ۹/۲    |
| جمعیت تحصیل کرده          | ۹۷/۱   | ۸۰/۱   | ۹۳/۲   | ۱۰۰   | ۹۸/۴   | ۱۰۰  | ۷۸/۸      | ۹/۳   | ۳۸/۴ | ۸/۶  | ۴۴/۳  | ۲۰/۷  | ۱۱/۱    | ۱۹/۸   |
| نیروی کار ماهر            | ۷۵/۸   | ۷۲/۸   | ۵۵/۴   | ۹۷/۱  | ۷۱/۶   | ۱۰۰  | ۸۸/۲      | ۱۴/۴  | ۸۴   | ۴۰/۴ | ۵۸/۱  | ۲۲/۱  | ۱۰/۳    | ۱۸/۴   |
| تمایل به کارآفرین بودن    | ۵۶/۷   | ۹۳/۴   | ۳۴/۷   | ۷۳/۵  | ۶۴/۴   | ۸۵/۷ | ۸۴/۱      | ۲۵/۶  | ۱۰۰  | ۴۴/۷ | ۳۶/۷  | ۲۳/۷  | ۳۴/۲    | ۵۹/۱   |
| اتصال به سایر جهان        | ۸۸/۷   | ۱۰۰    | ۹۷/۳   | ۹۶/۴  | ۹۸/۵   | ۹۴/۱ | ۷۰/۹      | ۳۳/۱  | ۹۱   | ۵۱/۳ | ۶۵/۶  | ۸۴/۹  | ۳۳/۱    | ۵۸/۵   |
| مبتکر بودن                | ۴۸/۷   | ۹۰/۴   | ۳۸/۵   | ۸۰/۳  | ۵۸/۵   | ۱۰۰  | ۹۶/۸      | ۱۴/۷  | ۹۲/۲ | ۲۳/۷ | ۳۷/۷  | ۱۱/۱  | ۱۶/۱    | ۵۰/۸   |
| تخصص تکنولوژیک            | ۴۴/۱   | ۹۵/۱   | ۳۳/۵   | ۸۹/۶  | ۷۳/۸   | ۱۰۰  | ۹۷/۳      | ۱۰/۱  | ۹۷/۷ | ۴۰/۶ | ۷۲/۱  | ۸/۷   | ۱۲/۸    | ۳۸/۶   |
| توسعه مناسب ساختار قانونی | ۹۶/۳   | ۹۳/۴   | ۹۵/۶   | ۱۰۰   | ۹۶/۴   | ۹۹/۸ | ۷۴/۳      | ۱۶    | ۶۰/۴ | ۱/۸  | ۴۶/۶  | ۷۶/۴  | ۹/۷     | ۷۰/۵   |

کشورهای آلمان، ژاپن، و آمریکا بهترین بستر را در جهان برای کارآفرینان ایجاد می‌نمایند. در بین تمامی کشورها، آمریکا بالاترین میزان دسترسی به سرمایه را فراهم می‌نماید و ارتباط این کشور با سایر کشورهای جهان دارای بالاترین نمره (۱۰۰) می‌باشد. هرچند که نحوه تجارت در این کشور نسبت به آلمان و ژاپن به مراتب از شفافیت کمتری برخوردار است و عدد ۳۱/۵ را به خود اختصاص داده‌است لیکن در آلمان و ژاپن، دسترسی به سرمایه پایینتر از آمریکاست. در هر سه کشور کارآفرینان به جمعیت تحصیل کرده و نیروی کار بسیار ماهر و خلاق دسترسی خواهند داشت و می‌توانند در محیطی فعالیت کنند که در آن تخصص تکنولوژیک بسیار بالا، و ساختار قانونی کاملاً مناسب و کارآمد است.
با مقایسه چین و هند به عنوان پر جمعیت‌ترین کشورهای جهان، چین به مراتب شرایط بهتری برای کارآفرینان ایجاد می‌نماید. نقطه قوت این کشور برخورداری از ۸۴٪ نیروی کار ماهر و تشویق ۱۰۰٪ کارآفرینان است. نمره این کشور در برقراری ارتباط کارآمد با سایر کشورهای جهان، خلاقیت و ابتکار نیروی کار، و تخصص تکنولوژیک بیش از ۹۰ می‌باشد.
در خاور دور، دو کشور کره جنوبی و مالزی کاملاً متفاوت ظاهر شده‌اند. هر چند که کره جنوبی زیر ساخت مناسبی برای تجارت فراهم نکرده و دسترسی به سرمایه در این کشور از نمره مناسبی برخوردار نیست، ولی این کشور موفق شده تا جمعیت تحصیل کرده و نیروی کار ماهر و بسیار خلاق تربیت نماید. بعلاوه، ساختار قانونی مناسبی برای کارآفرینان ایجاد نموده‌است.
امارات متحده عربی تلاش نموده تا شرایط بهتری نسبت به سایر کشورهای خاورمیانه برای کارآفرینان فراهم نماید و رتبه کارآفرینی را به ۲۳ برساند اما متأسفانه در منطقه خاورمیانه هیچ‌کدام از کشورها، بستر کاملاً مناسبی برای کارآفرینان ایجاد نمی‌نمایند. عدم وجود زیر ساخت مناسب، عدم دسترسی به نیروی کار ماهر و خلاق، و عدم برخورداری از تخصص تکنولوژیک، از مهمترین نقاط ضعف این کشورهاست.

## انواع کارآفرینی

### کارآفرینی از طریق نو آوری
مطابق این تعریف، کارآفرینی شامل خلق یا کشف و بهره‌برداری از فرصت‌هایی است که از تعامل کارآفرینان با محیطی که در آن کار می‌کنند، منتج می‌شود. بهره‌برداری از فرصت‌ها توسط کارآفرینان، منجر به نوآوری می‌شود  این نوآوری شامل معرفی محصول یا خدمت جدید، روش سازماندهی جدید، گشایش بازار جدید، فرایندهای جدید و مواد اولیه جدید می‌شود. تعاریف نظریه‌پردازانی همچون «شومپیتر» و «شین» با این دیدگاه مطابقت دارد.

### کارآفرینی از طریق ورود
این رویکرد بر این‌که کارآفرین چه کاری انجام می‌دهد، تمرکز می‌کند، نه این‌که کارآفرین کیست. طبق این تعریف، کارآفرینی در خلأ شکل نمی‌گیرد بلکه شرکت‌ها در شرایط محلی، صنعتی و محیطی خاصی امکان ظهور پیدا می‌کنند.
ورود (Entry)، پدیده اساسی و واحد تجزیه و تحلیل در اقتصاد صنعتی است. پژوهشگران، ورود را به دو شکل تعریف کرده‌اند:
1. راه‌اندازی یک کسب و کار جدید به وسیله یک شرکت یا از طریق سرمایه‌گذاری مخاطره‌پذیر داخلی.
2. تولید محصولی در یک صنعت توسط شرکتی که قبلاً آن را تولید نمی‌کرده‌است. این تعریف اقتصاددانان صنعتی است.

این تعریف به این معناست که ورود نه تنها می‌تواند شامل ایجاد یک شرکت جدید باشد، بلکه می‌تواند از طریق ساختن یک کارخانه جدید، خرید یک کارخانه موجود و تغییر درآمیخته محصول آن، به وسیله شرکت فعلی صورت گیرد

### کارآفرینی سازمانی
مطالعات مهمی در مورد فرایند و نتایج کارآفرینی در درون شرکت‌های بزرگ، نوعاً تحت عنوان «کارآفرینی سازمانی» یا «سرمایه‌گذاری مخاطره‌پذیر شرکتی» انجام شده‌است. این مفهوم با چگونگی ظهور کسب‌وکارهای جدید در داخل شرکت‌های بزرگ از طریق تلاش‌های فعال کارکنان مرتبط است. هر چند رویکردهای گوناگونی در مورد این تعریف وجود دارد، اما یکی از مهم‌ترین رویکردها در این باب، کارآفرینی را به عنوان فرایندی تعریف نموده‌است که از طریق آن، افراد- به تنهایی یا در درون یک سازمان- فرصت‌ها را بدون توجه به منابعی که در حال حاضر تحت کنترل هستند، تعقیب می‌کنند. به‌طور کلی، کارآفرینان سازمانی در مقایسه با کارآفرینان فردی ریسک کم‌تری متحمل می‌شوند لذا باید انتظار پاداش کم‌تری نسبت به همتایان مستقل خود داشته باشند.

### کار آفرینی از طریق ایجاد فرایند تخریب خلاق
این تعریف به صورت بسیار کلان، نقش کارآفرین را به عنوان موتور محرکه توسعه اقتصادی کشورها بیان می‌کند و کم‌تر به تشریح کارآفرین و چگونگی تعامل وی با محیط می‌پردازد. طبق این تعریف، کارآفرین از طریق تخریب خلاق، سازوکارهای موجود در بازار را به هم می‌زند و با تحول کیفی در ترکیبات محصول و نوآوری، شرکت‌های غیرنوآور و ناکارآمد را از بازار خارج می‌کند و به این شکل توسعه اقتصادی را موجب می‌شود.

## کار آفرینی و منشأ ویژگی‌های شخصیتی
در این تعریف، شخص کارآفرین، اساس مفهوم کارآفرینی است و کارآفرینی، پدیده ایست که در آن، شخص کار آفرین (و نه بسترهای محیطی)، ریشه و منشأ فرایند آن هستند. این تعریف به تأثیر محیط بر کارآفرین شدن فرد توجهی ندارد. بلکه طبق این تعریف، کارآفرینان افرادی هستند که ویژگی‌های شخصیتی ویژه‌ای دارند.

### مسئولیت پذیری
کارآفرینان در قبال مخاطراتی که آغاز کرده‌اند، احساس مسئولیت شخصی دارند. آن‌ها ترجیح می‌دهند کنترل منابعشان را خود داشته باشند و منابع را برای دستیابی به اهداف مشخص، مورد استفاده قرار دهند.در واقع کارآفرین کسی است که نهایت مسئولیت و پاسخگویی در قبال سرنوشت آنچه که خلق نموده را دارا می‌باشد.

### ریسک پذیری متعادل
کارآفرینان اهل قبول ریسکهای پرخطر نیستند، اما اهل ریسک حساب شده هستند. نتایج فعالیت‌های آن‌ها ممکن است در بلندمدت مشخص شود. یا اهداف آن‌ها ممکن است در نگاه دیگران غیرممکن به نظر بیاید. اما کارآفرینان، موقعیت‌ها را از یک دیدگاه متفاوت می‌بینند، و کار کارآفرین، برنامه‌ریزی و محاسبه ریسک بر پایه دانش بازار می‌باشد. به عبارت دیگر، کارآفرینان موفق، هیچ‌گاه بی‌محابا خطر نمی‌کنند.

### اعتماد به موفقیت
کارآفرینان به موفقیت خود ایمان دارند. آن‌ها نسبت به ادامه موفقیت خود در آینده، خوش‌بین بوده و باور دارند که اهداف آن‌ها واقع بینانه و دست یافتنی است. آن‌ها معمولاً اهداف را در محدوده‌ای که دانش آن‌ها قابل بهره‌برداری است، فرصت‌یابی می‌کنند، لذا پیش‌زمینه‌ها و تجربیات ایشان احتمال موفقیت را افزایش می‌دهد.

### تمایل به گرفتن بازخورد سریع
کارآفرینان از چالش‌های کسب و کار لذت می‌برند. آن‌ها دوست دارند بدانند که نتیجه حاصله چه خواهد بود؟

### انرژی بالا
کارآفرینان دارای انرژی بیش‌تری نسبت به افراد معمولی هستند. این انرژی، می‌تواند یک عامل حیاتی باشد که سبب تلاش شگفت‌انگیزی از سوی کارآفرین برای راه‌اندازی کسب و کار مستقل خود می‌شود. ساعات طولانی کار و تلاش خستگی‌ناپذیر، برای آن‌ها یک قانون است.

### آینده نگری
کارآفرینان یک احساس و تعریف درست از جستجوی فرصت‌ها دارند. آن‌ها پیش رو را نگاه می‌کنند و کم‌تر نگران آنچه دیروز انجام داده‌اند و آنچه فردا باید انجام دهند، هستند. آن‌ها مایل به بازگشت به گذشته و خوشحالی به سبب موفقیت‌هایشان نیستند. کارآفرینان واقعی بر آینده تمرکز می‌کنند. بت کروس می‌گوید: از آن‌جایی که شما یک شرکت را رشد و توسعه می‌دهید، اهداف شما متعالی‌تر خواهد شد و تمایل به توسعه بیش‌تر پیدا می‌کنید. کارآفرینان، جایی که بیش‌تر مردم فقط مشکلات و غیرممکن‌ها را می‌بینند، پتانسیل‌ها را می‌بینند و سرانجام، افکارشان تبدیل به موفقیت‌های بزرگ برای آن‌ها می‌شود. در حالی که مدیران دربارهٔ منابع در دسترس نگران هستند، کارآفرینان، علاقه‌مند به کشف و سرمایه‌گذاری در فرصت‌ها هستند.

### مهارت در سازماندهی
کارآفرینان می‌دانند که چطور افراد را جهت انجام فعالیت‌ها کنار هم قرار دهند. ترکیب اثربخش افراد و مشاغل، کارآفرینان را قادر می‌سازد که چشم‌اندازشان را به واقعیت تبدیل کنند.

### توجه به ارزش موفقیت
یکی از تصورات غلط دربارهٔ کارآفرینان این است که آن‌ها تنها برای دستیابی به پول کار می‌کنند. اما به نظر می‌رسد که نیاز به موفقیت، انگیزش و ارزش اولیه کارآفرینان می‌باشد و پول، تنها یک سمبل از دستیابی به موفقیت است. یک محقق کسب و کار می‌گوید: «آنچه کارآفرینان را برمی‌انگیزد و آن‌ها را به سوی پیچیدگی بیش‌تر و عمیق‌تر سوق می‌دهد، محرکی بیش از پول است».

### سایر ویژگیها
برخی دیگر از ویژگی‌های بارز کارآفرینان عبارتند از:
الف) تعهد بالا: کارآفرینی، کاری دشوار است و راه‌اندازی موفق یک کسب و کار، نیازمند تعهد بالا از سوی کارآفرین است. مؤسسان یک کسب و کار، غالباً خود را در کارشان کاملاً غرق می‌کنند. اغلب کارآفرینان بایستی بتوانند بر موانع بی‌شماری غلبه کنند که این امر، نیازمند تعهد بالاست.
ب) تحمل ابهام: کارآفرینان، دارای تحمل بسیاری نسبت به ابهامات ناشی از تغییر شرایط و محیط هستند. این توانایی برای کنترل عدم قطعیت‌های محیطی، حیاتی است، چرا که کارآفرینان به‌طور پیوسته تصمیماتی می‌گیرند که در آن‌ها، از اطلاعات جدید و بعضاً متناقض که از منابع متنوع و ناآشنا به دست آمده‌اند، استفاده می‌کنند.
ج) انعطاف‌پذیری: یکی از ویژگی‌های کارآفرینان حقیقی، توانایی آن‌ها در سازگاری و تطابق با نیازهای متغیر مشتریان و کسب و کارشان است.
البته باید به این نکته مهم توجه کرد که کارآفرینان، شخصیت‌های منحصربفردی نیستند که بتوان از قبل پیش‌بینی کرد که چه کسی کارآفرین می‌شود و چه کسی نمی‌شود. در واقع ویژگی‌های کارآفرینان بسیار متنوع است. هر کس بدون در نظر گرفتن سن، سابقه، جنسیت، رنگ پوست، ملیت یا دیگر مشخصه‌ها می‌تواند یک کارآفرین شود و هیچ محدودیتی در این باره وجود ندارد. کارآفرینی یک راز نیست؛ یک انضباط عملی است. کارآفرینی یک موهبت ژنتیکی نیست، بلکه مهارتی است که اغلب مردم می‌توانند بیاموزند. لزومی ندارد که شما یک شخص اسطوره‌ای باشید؛ فقط کافی است با تمام وجود بخواهید.

## تحصیل در رشته کارآفرینی و ورود به بازار کار
هدف از اجرای دوره کارشناسی ارشد کارآفرینی، تأمین نیروی انسانی متخصص مورد نیاز به منظور مدیریت فعالیتهای کارآفرینی، تربیت سیاست گذاران و کارشناسان کارآفرینی و مشاورین راه اندازی و توسعه کسب و کارهای کوچک و متوسط می‌باشد.
شرکت کنندگان در دوره تحصیلات عالی بهتر است دارای تجربه کار عملی در یکی از بخشهای خصوصی، عمومی و دولتی باشند. دانش آموختگان رشته کارآفرینی به‌عنوان مدرس، مدیران موسسات، پژوهشگران و متخصصین مدیریت کارآفرینی با برخورداری از دانش، مهارت و نگرش کارآفرینی، می‌توانند وارد عرصه‌های اقتصادی – اجتماعی کشور شده و به تسریع روند توسعه پایدار ملی کمک نمایند.
ترویج فرهنگ کارآفرینی بویژه در میان زنان و شناسایی الگوهای موفق می‌تواند انگیزه و اعتماد به نفس آنها را افزایش دهد. حمایت‌های دولتی و غیردولتی نیز نقش مهمی در ایجاد بستر مناسب برای فعالیت‌های کارآفرینانه زنان ایفا می‌کند و به توسعه پایدار جامعه کمک می‌کند. این اقدامات نه تنها به بهبود وضعیت اقتصادی زنان، بلکه به رشد کلی اقتصاد نیز منجر می‌شود.
کارآفرینی به عنوان گرایشی از رشته‌های مدیریت کسب و کار (MBAوDBA) و همچنین مدیریت بازرگانی نیز تصویب و بعضاً اجرا شده‌است. فارغ‌التحصیلان با گرایشهای متفاوت می‌توانند پس از اتمام تحصیلات، مسئولیتهای متفاوت مدیریتی را در سطوح مختلف سازمانی به عهده گیرند و با اتکاء به دانش و مهارتی که کسب نموده‌اند می‌تواند در طیف وسیعی از سازمانها مانند سازمان‌های تجاری، تولیدی، مالی، بانک‌ها، شرکت‌های بیمه، سازمانهای حسابرسی و موسساتی که با تجارت خارجی سر و کار دارند فعالیت نمایند. با توجه به اقبال عمومی که در سال‌های اخیر نسبت به رشته کارآفرینی وجود داشته‌است، تعداد زیادی در این رشته تحصیل نموده‌اند، اما این به منزله اینکه این افراد واقعاً تبدیل به کار آفرین شده باشند، نیست.
در واقع کارآفرینی عمل است و صرف یادگیری تئوری نمی‌توان آن را انجام داد. تجربه در کنار آموزش باید حضور داشته باشد.
اولین دانشکده کارآفرینی خاورمیانه دانشکده کارآفرینی دانشگاه تهران است.